# Нейлор, Майя-Лесия
Ма́йя-Ле́сия Не́йлор (англ. Mya-Lecia Naylor; 6 ноября 2002 — 7 апреля 2019) — британская актриса, фотомодель и певица. Наиболее известна своей ролью Фрэн в телесериале CBBC «Милли Инбитвин».

## Ранняя и личная жизнь
Нейлор родилась 6 ноября 2002 года в Уорикшире, в Англии, в семье Зены и Мартина Нейлора. Жила в Южном Норвуде в лондонском боро Кройдон со своими родителями и двумя младшими братьями, Эллисом и Оскаром Нейлором: Эллис также является актёром. Обучалась в Royal Russell School и Coloma Convent Girls' School.

## Карьера
Дебютировала на телевидении в 2004 году, снявшись в ситкоме «Ещё по одной» в роли Джейн. В 2011 году Нейлор сыграла роль Тати в «Отель Тати» и в телесериале «Сказки Картунито» в роли Красной Шапочки. В 2012 году снялась в 2 эпизодах сериала «Последняя неделя». Позже снялась в роли Миро в фильме «Облачный атлас». Также Нейлор снялась в фильмах «Красный код» в роли Мириам (2013) и «Нулевой индекс» в роли дочери Мура (2014). С 2014 года снимается в телесериале «Милли Инбитвин» в роли Фрэн. В 2015 году озвучила роль Саманты Ризонейбл в радиопостановке «Мистер Ризонейбл». В 2019 году снялась в роли Майи в комедийной драме СВВС «Почти никогда».
Участвовала в музыкальном коллективе Angels N' bandits.

## Смерть
7 апреля 2019 года мать Нейлор нашла её повешенной в шатре у их дома. На тот момент, когда в 10 утра были вызваны экстренные службы, у девушки уже произошла остановка сердца; Нейлор была объявлена мёртвой в 11:30 утра в тот же день в университетской больнице Кройдона. Отец Нейлор заявил, что дочь была вне себя из-за стресса, связанного с предстоящими выпускными экзаменами в школе, а также из-за лишения права посещать вечеринки. Отец Нейлор также добавил, что «она просто высказывала какую-то точку зрения» и «не хотела этого делать», называя это «глупым подвигом момента». Суд Коронера Кройдона расследовал причину её смерти и в сентябре 2019 года помощник коронера Тоби Уоткин сообщил, что Нейлор не намеревалась покончить с собой, и постановил, что она погибла в результате несчастного случая. 19 мая 2019 года в Католической церкви Богоматери Благовещенской в Кройдоне состоялась панихида по Нейлор.

## Фильмография
| Год       | Название         | Роль            | Примечания      |
| --------- | ---------------- | --------------- | --------------- |
| 2004      | Ещё по одной     | Джейн           | 1 эпизод        |
| 2011      | Отель Тати       | Тати            | Главная роль    |
| 2011      | Сказки Картунито | Красная шапочка | 1 эпизод        |
| 2012      | Последняя неделя | Бетани          | 2 эпизода       |
| 2012      | Облачный атлас   | Миро            | Фильм           |
| 2013      | Красный код      | Мириам          | Фильм           |
| 2014      | Нулевой индекс   | Дочь Мура       | Фильм           |
| 2014-2018 | Милли Инбитвин   | Фрэн            | Постоянная роль |
| 2019      | Почти никогда    | Майя            | Постоянная роль |

| Год  | Название         | Роль              |
| ---- | ---------------- | ----------------- |
| 2015 | Мистер Ризонейбл | Саманта Ризонейбл |